# Zlatan Bajramović
Zlatan Bajramović [zlatan bajramɔʋitɕ] (* 12. August 1979 in Hamburg, Deutschland) ist ein ehemaliger bosnisch-herzegowinischer Fußballspieler und heutiger Trainer.

## Vereinskarriere
Der defensive Mittelfeldspieler Bajramović begann seine Karriere 1989 in der Jugend des FC St. Pauli, bei dem er 1998 in der Profimannschaft debütierte. Mit den „Kiezkickern“ stieg er 2001 in die Bundesliga auf. Nach dem direkten Wiederabstieg wechselte er zum SC Freiburg, mit dem er am Ende der Saison 2002/03 ebenfalls in die Bundesliga aufstieg. In der Aufstiegssaison erzielte Bajramović als offensiver Mittelfeldspieler in 31 Spielen 15 Tore. Nach dem Abstieg der Breisgauer 2005 führte sein Weg zum FC Schalke 04, wo er bis zur Winterpause der Saison 2007/08 „zwischen Stammelf und erster Alternative“ war; auch in der Champions League kam er in dieser Saisonhälfte noch auf fünf Einsätze. Nach einer Zehenentzündung schaffte er in der Rückrunde nicht mehr den Anschluss an die Mannschaft. Sein Vertrag lief zum Ende der Saison aus und wurde nicht verlängert.
Am 30. Juli 2008 unterschrieb er einen Vertrag bis zum 30. Juni 2011 bei Eintracht Frankfurt. In der Saison 2008/09 kam er aufgrund von vier Zeh-Operationen nur zu sechs Kurzeinsätzen für die Hessen. In der Saison 2010/11 kam er gar nicht zum Einsatz. Für die folgende Saison in der 2. Bundesliga wurde sein Vertrag nicht verlängert.

## Nationalmannschaft
Im März 2002 gab Bajramović sein Debüt in der Nationalmannschaft Bosnien-Herzegowinas in einem Spiel gegen Mazedonien. Sein damals vermeintlich letztes Spiel machte er als Kapitän der Elf am 11. Oktober 2006 in der EM-Qualifikation in Zenica gegen Europameister Griechenland; sein Team verlor 0:4. Anschließend boykottierten er und eine Reihe weiterer im Ausland beschäftigter Mitspieler wegen Ungereimtheiten im Verband die Nationalmannschaft. Erst im Januar 2008 wurde er von Trainer Meho Kodro wieder in den Kader berufen, konnte aber wegen seiner Verletzung am Zeh nicht spielen. Am 28. März 2009 wurde er beim Qualifikationsspiel zur Fußball-Weltmeisterschaft 2010 gegen Belgien in der 67. Minute eingewechselt und erzielte in der 81. Minute das 3:1 für seine Mannschaft; Bosnien gewann mit 4:2. Insgesamt lief er 35-mal für die Auswahl aus Bosnien und Herzegowina auf und erzielte dabei zwei Tore.

## Trainerkarriere
In der Saison 2012/13 arbeitete Bajramović als Co-Trainer der zweiten Mannschaft des FC St. Pauli. Zur Saison 2013/14 verpflichtete ihn der Hamburger SV als Trainer für die U-15-Mannschaft. Im Sommer 2014 wurde Bajramović zweiter Co-Trainer von Mirko Slomka neben Nestor El Maestro beim HSV. Im September 2014 wurden Slomka – und somit auch El Maestro und Bajramović – von ihren Aufgaben entbunden. Von Juli 2016 bis Dezember 2016 war Bajramović Trainer des südbadischen Oberligisten Bahlinger SC. Im Januar 2017 folgte er Mirko Slomka zum Zweitligisten Karlsruher SC, für den er wieder als Co-Trainer tätig war, ab April 2017 für dessen Nachfolger Marc-Patrick Meister, der den Abstieg nicht mehr verhindern konnte. Auch in der neuen Saison arbeitete er zunächst unter Meister und wurde gleichzeitig Cheftrainer einer drastisch auf zwölf Spieler verkleinerten zweiten Mannschaft, womit er parallel wieder in der Oberliga tätig wurde. Nach der Entlassung Meisters am 20. August 2017 aufgrund des schlechten Starts in die 3. Liga übernahm Bajramović den KSC gemeinsam mit seinem Kollegen Christian Eichner interimsweise für einige Tage als Cheftrainer, bevor er unter Alois Schwartz weiter als Assistent tätig wurde. Auch unter dem anschließend zum Cheftrainer beförderten Eichner nahm er diese Aufgabe wahr. Seit Mai 2024 ist er nicht nur als Co-Trainer an der Seite von Trainer Eichner beim KSC aktiv, sondern unterstützt auch als Assistent an der Seite von Sergej Barbarez die Nationalmannschaft von Bosnien-Herzegowina.

## Privates
Die Familie von Bajramović stammt aus dem bosnischen Vitez. Zlatan Bajramović spielte gemeinsam mit seinem ein Jahr jüngeren Bruder Jasmin für die Jugendmannschaften des FC St. Pauli. Jasmin Bajramović spielte von 2006 bis 2012 als Innenverteidiger beim Hamburger Oberligisten SC Victoria und ist dort inzwischen Trainer.